# لورانس روزين
لورانس روزين (بالإنجليزية: Lawrence Rosen)‏ هو عالم إنسان ومحامي أمريكي، ولد في 9 ديسمبر 1941.